# La Vall (Mura)
La Vall és una masia de Mura (Bages) protegida com a Bé Cultural d'Interès Local.

## Descripció
Està situada a 616,7 metres d'altitud, a prop de l'extrem sud-oriental del terme, a la dreta del torrent de la Vall. És a llevant de la carretera BV-1221 i també a llevant del Pujol del Llobet. Es troba a ponent de l'extrem septentrional de la carena dels Emprius. Es troba dins la zona del Parc Natural de Sant Llorenç del Munt i l'Obac. Per arribar s'agafa un camí a la dreta en el P.Q.19,100 de la carretera BV-1221 de Terrassa a Talamanca. Està a uns 1.000 m. La casa disposava d'arxiu.
Masia que ha anat creixent de forma lineal al llarg de la vall del torrent. La masia antiga era de planta baixa, pis i golfes, i actualment es troba al centre del conjunt. Es va transformar en casa d'estiueig i se li van anar afegint cossos, un d'ells davant la façana de migdia que van ocultar la façana antiga.
La coberta de totes les construccions és de teula àrab, recolzada en ràfec de dues filades de teula; a la part moderna disposa d'alguna canalera de zenc amb gàrgola i penell amb un esquirol i un gall.
La casa i la façana estan formades per tres cossos disposats de forma esglaonada, de manera que l'angle que queda a la banda de llevant es tanca amb un mur a modus de baluard amb una porta principal d'accés que salva el desnivell amb una graonada semicircular i que disposa d'un portal d'arc de mig punt de dovelles llargues; a la clau hi ha en relleu la data de 1765 i una creu amb els extrems en flor de llis i flanquejada per dos arbres molt estilitzats. Sobre la porta hi ha teuladeta, ja que es tracta d'una porta en un mur.
En el primer pis dels dos cossos afegits hi ha galeries amb arcades de maó de caràcter noucentista i a la planta baixa tres portes d'arc de maó. Així, la façana antiga de la casa es troba darrere d'aquesta i conserva una gran porta d'arc de mig punt adovellada a la planta baixa i al centre, donant accés a la crugia central coberta amb volta de canó.
A la crugia de ponent, també coberta amb volta de canó, hi havia el celler on encara es conserva un gran premsa amb cavall de fusta amb la data 18 gravada i una roda que movia el cargol.
Al pis hi ha dues portes amb data, la primera que dona a la crugia de llevant i que és la porta principal amb llinda gravada amb la data 1666 i les inicials JHS; la segona la trobem darrere d'aquesta, amb llinda que disposa d'una decoració en forma d'arc carpanell i la data 1664 amb una creu al centre.
A l'interior es conserven finestres amb festejadors a la part antiga, una capella d'imatge a l'antiga sala, dues cuines. Les portes de la part més antiga tenen els brancals motllurats i hi ha algunes portes que es van tapiar en la darrera reforma. La zona nova de la casa disposa de grans finestrals d'estil modernista amb vitralls. En la part de migdia i davant de la casa hi ha un jardí amb vegetació exuberant, una gran bassa circular amb tanca de baranes de ferro i pilars de pedres (còdols) amb una font disposada sota un plafó ceràmic de la Mare de Déu de Montserrat.
Les edificacions que es troben a la banda de tramuntana són de diferents èpoques i es troben en mal estat. Correspondrien principalment a coberts i corrals.

## Història
La casa està documentada des del 1189, quan Bernat de Muredine desinfeuda un alou a la Vall de Mura a favor de l'abat de Sant Llorenç. Des d'aquest moment el mas estava sota el domini del monestir, retent homenatge els seus ocupants al monestir. El 1238, Ponç Pere de Banyeres fa lloació a l'abat del monestir de Sant Llorenç, pel mas de la vall del terme de Sant Martí de Muredine. A principis del segle xiv Guillem de Rauriga establí a Pere Vall, en el mas de la Vall. Poc després, també al segle xiv, un altre document fa referència al mas de Vall Jussana i al de Vall Subirana. El 1430 es fa una reducció de cens dels dos masos, feta per fra Gaspar Ràfecs, monjo i sagristà del monestir de Sant Llorenç del Munt a Jaume Savall. En la consueta de Mura de 1592 consta que vivien al mas 9 persones. Un document inèdit de 1612 dona a conèixer els límits de l'heretat del mas de la Vall. El 1651 el tenien arrendat junt el mas Xammar, essent el propietari el senyor Joan Roig Castellví de Montblanc. El 1925 Francesca Torra i Salallasera, vídua de Josep Vall i Torra, va vendre l'heretat anomenada Manso Vall a Amadeu Torrens i Astals. El 1935 l'antiga casa de pagès va ser transformada en una mansió moderna d'estiueig.
La inscripció de la porta resta com a element que ens informa d'una època, tot i que la datació és probable, ja que només disposa de tres números 765.